# 愛のさざなみ
「愛のさざなみ」（あいのさざなみ）は、1968年7月1日に発売された島倉千代子のシングルである。発売元は日本コロムビア。規格番号はSAS-1138。

## 概要
- デビュー15周年記念曲として発表され、オリコンでは2週連続で20位にランクインし、100万枚の大ヒットとなった。
- 作曲した浜口庫之助の助言により、伴奏部分はロサンゼルスでレコーディングされた[1]。オリジナル盤ジャケットにクレジットされている演奏者の「ボビー・サマーズと彼のグループ」は、浜口によればスタジオミュージシャン集団レッキング・クルーであるとされる[1]。少なくともドラムスはハル・ブレインであることが確定しており[1][注釈 1]、日本の放送局ではブレインの代表的な演奏曲として紹介されている[2][3]。
- オリジナル盤ジャケットはカップリング曲「月のためいき」との見開きになっていた。
- 第10回日本レコード大賞特別賞受賞曲であり、『第19回NHK紅白歌合戦』で歌唱された（どちらもモノクロの歌唱VTRが現存する）。
- 1977年9月1日には「ミリオン・カップル・シリーズ」で「ほんきかしら」とのカップリング盤（NK-77）が発売された。

## 収録曲
1. 愛のさざなみ
作詞：なかにし礼、作曲：浜口庫之助、編曲：ボビー・サマーズ
演奏：ボビー・サマーズと彼のグループ
2. 月のためいき
作詞・作曲：浜口庫之助、編曲：ボビー・サマーズ
演奏：ボビー・サマーズと彼のグループ

## カバー
- 安倍律子（1972年、シングル「愛のふれあい/愛のさざなみ」収録）
- アン・ルイス・小泉今日子・松任谷由実（1987年12月24日放送『メリー・クリスマス・ショー』）
- カーネーション（1992年、アルバム『天国と地獄』収録）。
- ミニスカパン（2001年）
- 原由子（2002年、カバーアルバム『東京タムレ』収録）
- 六角精児バンド（2014年、アルバム『石ころ人生』収録）
- 石原詢子（2014年のCD-BOX『石原詢子 時代のうた』、2015年のアルバム『我がこころの愛唱歌II 〜人情と活気に溢れてたあの時代〜』収録）
- この他、奥村チヨ・伊東ゆかり由紀さおり・香坂みゆき・坂本冬美・香西かおり・浜田真理子らがカバーしている。